# 閉鎖循環式陸上養殖
閉鎖循環式陸上養殖（へいさしきじゅんかんりくじょうようしょく）とは、主に海水に生息する魚介類の養殖を陸上で行う養殖方法である。使用される海水は脱窒まで行って完全に濾過し、再利用する。

## 利点
- 閉鎖した設備の中で環境を管理するため、赤潮、ウイルス、魚病、荒天等の外的要因を受けにくく、歩留が高い。
- 高いろ過能力と周辺設備により、大量の養殖が可能である（対海水重量比最大8％の魚介類が飼育できる）。
- 年間を通じて水温を調整できるので、養殖期間が短くなり生産性が高い。（トラフグの場合、約１年で約１kg　の成長が可能。）また出荷時期についても調整が可能である。
- 陸上養殖のため飼育作業の負担が少ない。
- 管理体制が確立し履歴を確実に残す事ができるので、トレーサビリティー（追跡調査）が可能である。
- 水流、照度、水中音、水温の制御により、養殖魚のストレスを軽減できる。ストレス軽減の結果、トラフグ等は尾鰭の欠損も少なく、歯切作業などの負担も軽減できる。

## 問題点
- 施設の初期投資コストや海面養殖ではほとんど掛からない電気代や設備維持費など多くのコストがかかる。

## 主な養殖魚
- クエ -- 三重県尾鷲市など
- マダイ
- ヒラメ
- オニオコゼ
- トラフグ
- シマアジ

## 参考
- 岡山理科大学専門学校　--　好適環境水(魚が取り込んだ塩分の排出をせずに済む塩分濃度に調整した成長促進用の海水)
- とらふぐネット
- 株式会社 FRDジャパン
- 株式会社 アクアテックジャパン